# Johann Karl Christoph Vogel

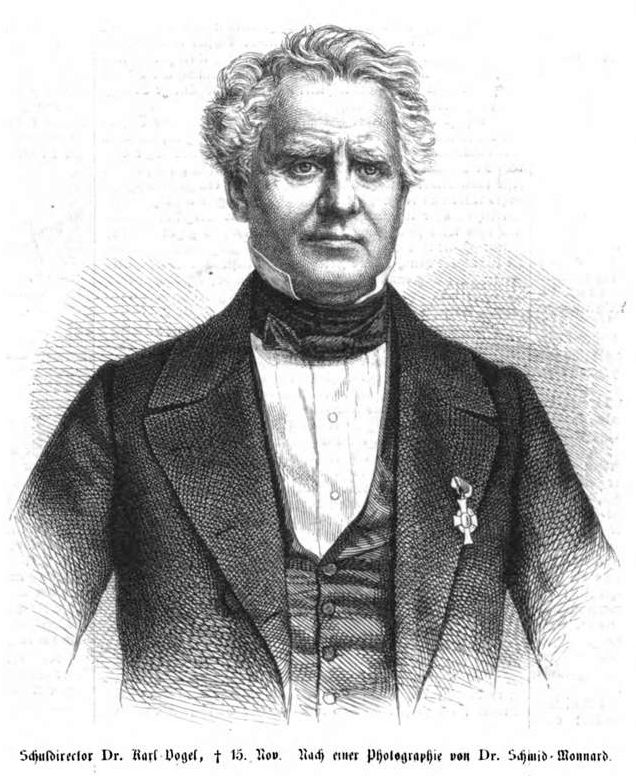
Johann Karl Christoph Vogel. Grafik nach einem Foto von Dr. Schmid-Monnard.

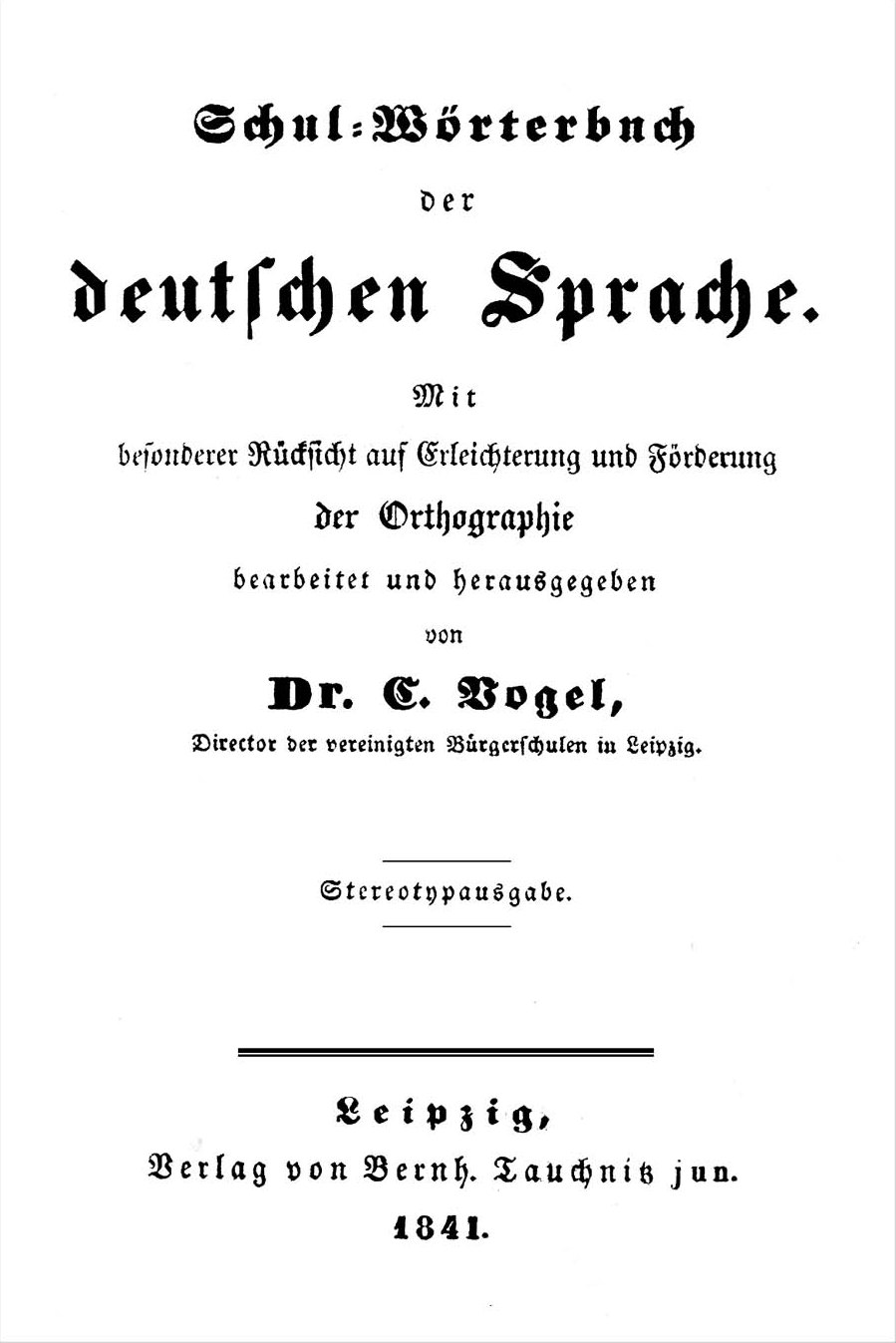
Vogels Schulwörterbuch 1841

Johann Karl Christoph Vogel (* 19. Juli 1795 in Stadtilm; † 15. November 1862 in Leipzig) war ein deutscher Theologe, Pädagoge und Schuldirektor.

## Leben
Vogel studierte in Jena Theologie und Philologie. Ab 1816 war er Lehrer und ab 1821 Mitdirektor der Langschen Erziehungsanstalt auf Wackerbarthsruhe bei Dresden. In jenem Jahr heiratete er auch eine Tochter des dortigen Direktors Lang; aus der Ehe gingen mehrere Kinder hervor, darunter die Schriftstellerin Elise Polko (1823–1899) und der Afrikaforscher Eduard Vogel (1829–1856). 1824 wurde er Direktor der höheren Stadtschule in Krefeld, 1832 Direktor der Bürgerschule in Leipzig und 1834 Direktor der städtischen Realschule in Leipzig, der Petrischule. Er starb mit 67 Jahren.

## Wirken

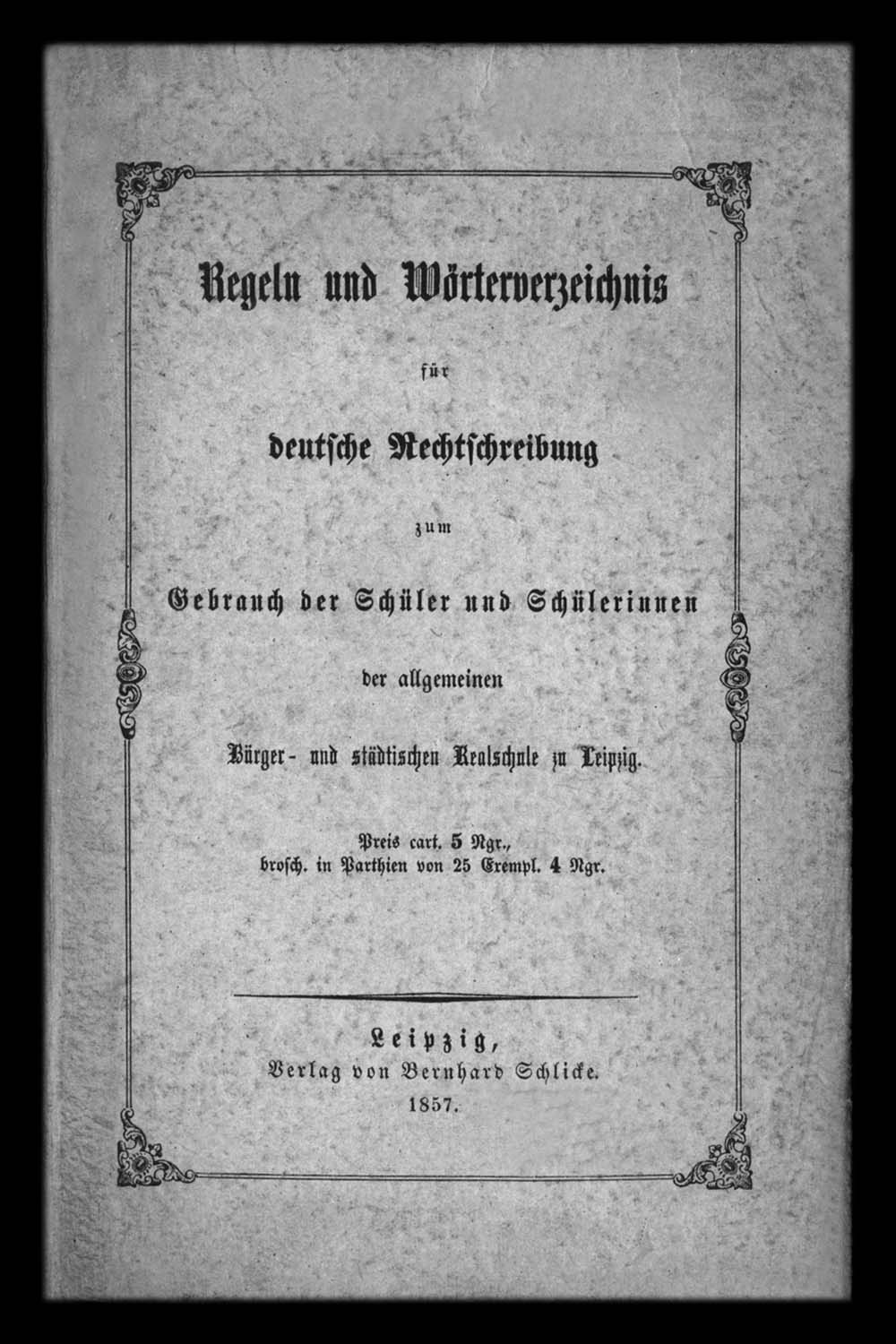
Regeln und Wörterverzeichnis 1857

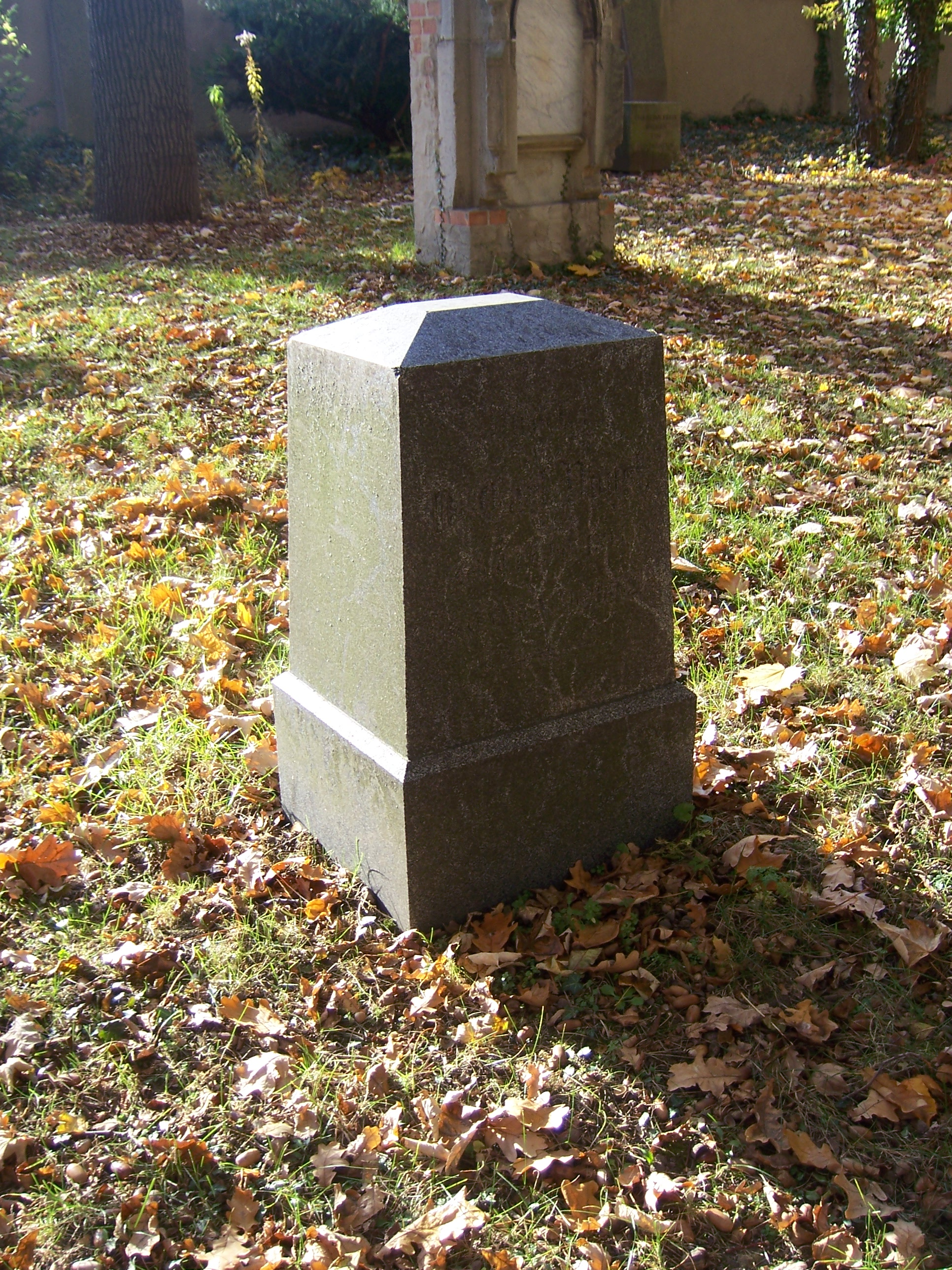
Reste Grabstein Johann Karl Christoph Vogel

Vogel organisierte ab 1832 die Leipziger Schulen neu und gründete 1834 in Leipzig die erste sächsische Realschule die Petrischule Leipzig.
Er führte im Elementarunterricht eine verbesserte Jacototsche oder Normalwörtermethode des ersten Leseunterrichts ein. Bei dieser Methode werden nicht erst die Buchstaben gelehrt und daraus Silben und Wörter gebildet, sondern ausgehend von dem Bild eines Gegenstands und seinem Schriftbild wird dieses in seine Silben und Buchstaben zerlegt und wieder zusammengesetzt. Die Methode hatte auch Kritiker, hat sich im Laufe der Zeit aber in Sachsen, in Preußen und in ganz Deutschland mehr und mehr durchgesetzt. Der Methodenstreit setzte sich bis in die zweite Hälfte des 20. Jahrhunderts fort, man sprach dann aber von Ganzwortmethode.
Ab 1845 organisierte Vogel Versammlungen deutscher Realschulmänner und ab 1848 allgemeine deutsche Lehrerversammlungen. 1854 regte Vogel die Bildung einer Kommission aus den Lehrerkollegien der städtischen Realschule und der ersten und zweiten Bürgerschule an, die Vorschläge zu einer Vereinheitlichung der deutschen Rechtschreibung vorlegen sollte. Die Arbeit dieser Kommission endete mit dem Werk von Karl Klaunig, einem Lehrer an der städtischen Realschule, Über deutsche Rechtschreibung vom wissenschaftlich praktischen Standpunkte, Leipzig 1857. Zur sofortigen und möglichst reibungslosen Einführung dieser vereinheitlichten Rechtschreibung an den Leipziger Schulen wurde von dem Werk ein Auszug angefertigt unter dem Titel Regeln und Wörterverzeichnis für deutsche Rechtschreibung zum Gebrauch der Schüler und Schülerinnen der allgemeinen Bürger- und städtischen Realschule zu Leipzig. Die späteren amtlichen Regelwerke für die deutsche Rechtschreibung unterscheiden sich im Aufbau gar nicht und im Inhalt nicht wesentlich von diesem Auszug.
Vogel hat ein orthographisches Wörterbuch verfasst und mehrere Lese-, Geographie- und Geschichtsbücher. Ab 1852 gab er mit Friedrich Körner die pädagogische Zeitschrift Die höhere Bürgerschule heraus. Mit Otto Delitsch veröffentlichte er Schulwandkarten auf Wachstuch, die das Zeichnen im Geographieunterricht förderten.

## Werke
- Schul-Wörterbuch der deutschen Sprache. Mit besonderer Rücksicht auf Erleichterung und Förderung der Orthographie. Stereotypausgabe. Verlag von Bernhard Tauchnitz jun., Leipzig 1841.
- Des Kindes erstes Schulbuch. Fleischer, Leipzig 1843.
- Schulatlas mit Randzeichnungen.
- Hilfsbuch zum neuen Schulatlas.
- Handbuch zur Belebung des geographischen Unterrichts. Band 1: Naturbilder. Band 2: Geschichtsbilder. Band 3: Landschaftsbilder.
- Geographische Bilder zur Länder- und Völkerphysiognomie.
- Germania. Mustersammlung von Lesestücken aus der Geschichte und Geographie des deutschen Landes.
- (mit Friedrich Körner): Die höhere Bürgerschule. 1852–1862.
- Beiträge zur Geschichte der Leipziger Bürgerschule, 1851, Digitalisat